# Sopraelevata Aldo Moro

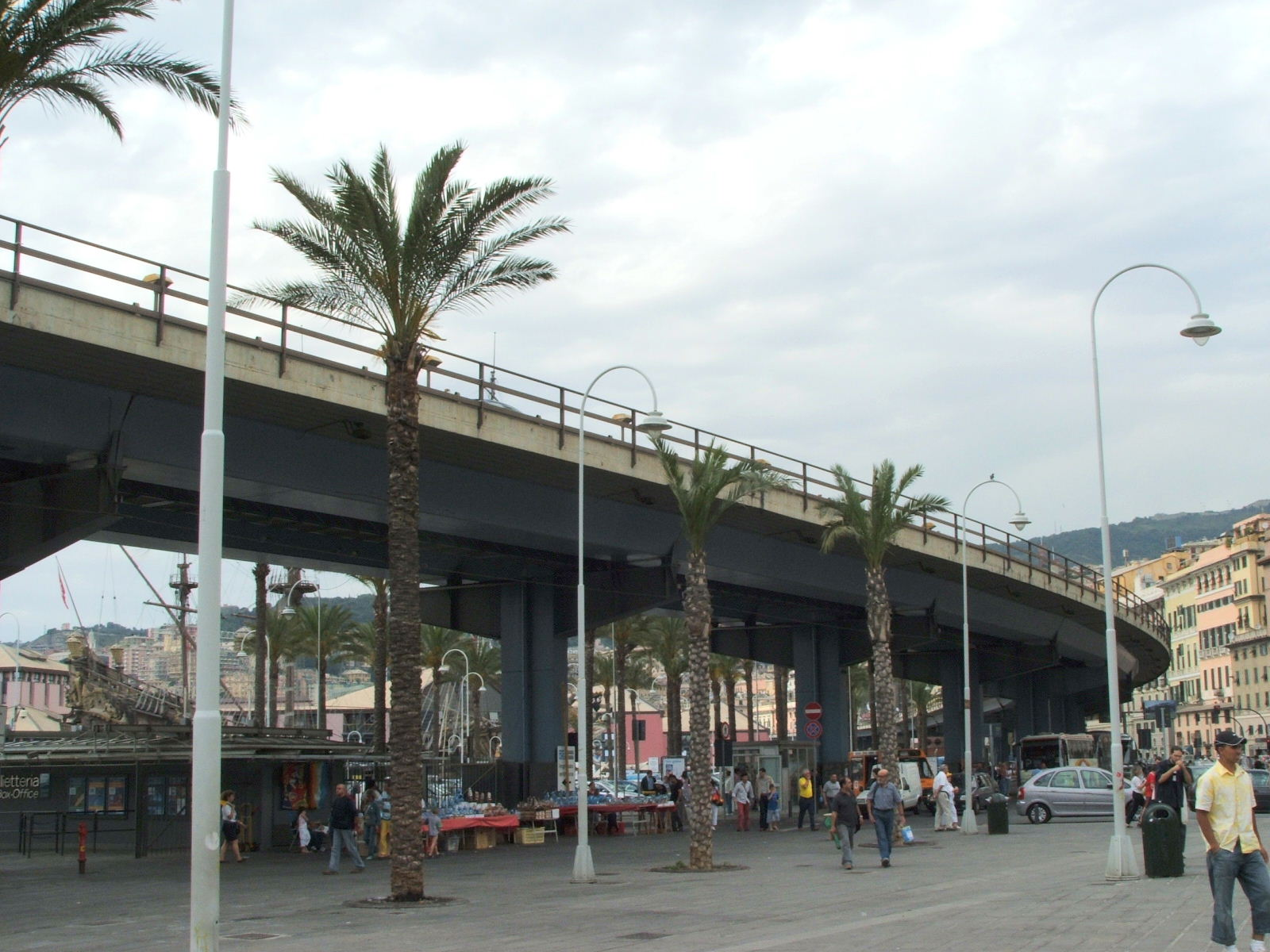
Die Sopraelevata beim Porto Antico

Die Sopraelevata Aldo Moro  ist eine etwa fünf Kilometer lange, in Hochlage geführte Stadtautobahn entlang des Hafens in Genua. Ihre urbanistische Sinnhaftigkeit wird seit Jahrzehnten heftig diskutiert.

## Geschichte und Probleme
Die am 25. August 1965 nach nur eineinhalbjähriger Bauzeit eröffnete, 16 Meter breite und auf 210 Pfeilern aufgestelzte Hochstraße verbindet die Genueser Stadtviertel von Foce und Sampierdarena. Sie schuf eine dem Geist der 1960er-Jahre entsprechende Lösung für das Problem der Durchquerung der Altstadt durch den Individualverkehr, erntete aber speziell ab den 1970er-Jahren  viel Widerspruch bei Stadtbildschützern und wird häufig als negatives Paradebeispiel für Autogerechte Stadtplanung genannt. Sie trennt die Genueser Altstadt vom historischen Hafen.
Als technisches Problem traten bereits 1977 Ermüdungserscheinungen der Stahlstruktur auf. Im Rahmen der Aufwertungsbemühungen für die Genueser Waterfront im Zusammenhang mit dem Kolumbus-Jubiläum von 1992 wurde eine Zufahrtsrampe der Sopraelevata beseitigt; diese aber wegen ihrer enorm wichtigen Verkehrsfunktion intakt belassen.
Kritiker fordern weiterhin die Ersetzung der vor einigen Jahren nach dem italienischen Politiker Aldo Moro benannten Hochstraße, entweder durch einen Tunnel oder durch eine Brücke. Am aussichtsreichsten erscheint seit 2003 eine Tunnel-Lösung. Eine solche Umgestaltung ist allerdings aus Kostengründen kurzfristig nicht sehr wahrscheinlich.